# Lorleau
Lorleau és un municipi francès situat al departament de l'Eure i a la regió de Normandia. L'any 2007 tenia 157 habitants.

## Demografia

### Població
El 2007 la població de fet de Lorleau era de 157 persones. Hi havia 59 famílies de les quals 8 eren unipersonals (8 dones vivint soles i 8 dones vivint soles), 34 parelles sense fills i 17 parelles amb fills.
La població ha evolucionat segons el següent gràfic:
Habitants censats

### Habitatges
El 2007 hi havia 97 habitatges, 62 eren l'habitatge principal de la família, 28 eren segones residències i 6 estaven desocupats. Tots els 93 habitatges eren cases. Dels 62 habitatges principals, 48 estaven ocupats pels seus propietaris i 15 estaven llogats i ocupats pels llogaters; 3 tenien dues cambres, 5 en tenien tres, 19 en tenien quatre i 35 en tenien cinc o més. 40 habitatges disposaven pel capbaix d'una plaça de pàrquing. A 32 habitatges hi havia un automòbil i a 26 n'hi havia dos o més.

### Piràmide de població
La piràmide de població per edats i sexe el 2009 era:
| Homes | Edats   | Dones |
| ----- | ------- | ----- |
| 0     | 95 o +  | 0     |
| 0     | 90 a 94 | 0     |
| 0     | 85 a 89 | 0     |
| 0     | 80 a 84 | 0     |
| 8     | 75 a 79 | 4     |
| 0     | 70 a 74 | 0     |
| 0     | 65 a 69 | 8     |
| 0     | 60 a 64 | 0     |
| 12    | 55 a 59 | 0     |
| 0     | 50 a 54 | 8     |
| 0     | 45 a 49 | 0     |
| 8     | 40 a 44 | 12    |
| 12    | 35 a 39 | 0     |
| 8     | 30 a 34 | 16    |
| 0     | 25 a 29 | 4     |
| 0     | 20 a 24 | 0     |
| 0     | 15 a 19 | 4     |
| 0     | 10 a 14 | 0     |
| 24    | 5 a 9   | 0     |
| 4     | 0 a 4   | 12    |

## Economia
El 2007 la població en edat de treballar era de 103 persones, 65 eren actives i 38 eren inactives. De les 65 persones actives 58 estaven ocupades (33 homes i 25 dones) i 6 estaven aturades (2 homes i 4 dones). De les 38 persones inactives 12 estaven jubilades, 13 estaven estudiant i 13 estaven classificades com a «altres inactius».

### Ingressos
El 2009 a Lorleau hi havia 61 unitats fiscals que integraven 149 persones, la mediana anual d'ingressos fiscals per persona era de 18.908 €.

### Activitats econòmiques
Dels 2 establiments que hi havia el 2007, 1 era d'una empresa de construcció i 1 d'una empresa de serveis.
L'únic servei als particulars que hi havia el 2009 era una fusteria.
L'any 2000 a Lorleau hi havia 17 explotacions agrícoles que ocupaven un total de 896 hectàrees.

## Poblacions més properes
El següent diagrama mostra les poblacions més properes.